# Jorge Luis Borges
Jorge Luis Borges ( kiejtés?*), teljes nevén Jorge Francisco Isidoro Luis Borges Acevedo (Buenos Aires, 1899. augusztus 24. – Genf, 1986. június 14.) argentin költő, elbeszélő, esszéíró, irodalomtörténész, filozófus, a 20. századi világirodalom nemzetközileg elismert alakja.
Sorsunk nem a valószerűtlensége miatt irtóztató; azért irtóztató, mert visszafordíthatatlan és vastörvényű. Az idő anyagából vagyok. Az idő folyó, mely magával ragad, ám én vagyok az a folyó… A világ, sajnos, valóságos; én, sajnos, Borges vagyok.

## Élete

### Család
Buenos Airesben született, 1899. augusztus 24-én. Röviddel születése után családja a város északi, külterületi részére költözött, Palermóba, ahol Che Guevara is élt. A városrész olasz emigránsoktól kapta nevét, San Benito de Palermo szicíliai szent neve után. Bár ma már egy fejlett kerület, a századforduló idején még a létminimum alatt élők és késelő gengszterek otthona volt. A környéket bordélyházak, kabarék, tangóra táncoló férfiak és prostituáltak, valamint a csikósokról (gauchos) és ellenséges elemekről szóló, szájról szájra terjedő történetek színesítették. Eme kavalkád esszenciáját itta magába Borges, ezek hatása alatt születtek korai írásai.
Apja, Jorge Guillermo Borges ügyvéd és pszichológiatanár volt. Anyja, Leonor Acevedo de Borges katonák és szabadságharcosok büszke leszármazottja, a családi házat kardokkal, egyenruhákkal, portréfestményekkel és egyéb családi ereklyékkel bútorozta be. Borges rajongott szüleiért. Apja, aki alaposan ismerte a metafizika, az idealizmus, és a pszichológia nagyjait, filozófiára tanította, és sakktáblán magyarázta el Zénón paradoxonát. Anyja angolt tanult férjétől és fordítóként dolgozott.
A családban angolul és spanyolul beszéltek, így Borges kétnyelvűként nőtt fel. Apai nagyapja, Francisco Borges ezredes angol nőt vett feleségül, Francis Haslam-ot. Borges ezredest 1874-ben agyonlőtték. Fanny nagymama számtalan, hadi ütközetekről szóló történettel halmozta el a kis „Georgie”-t. A háztartásban a spanyol és az angol nyelv használata annyira mindennapos és egyidejű volt, hogy Borges csak késő gyermekkorában jött rá, hogy ez két külön nyelv.
Húga, Norah volt egyetlen gyerekkori barátja. Képzeletbeli játszótársakkal töltötték napjaikat, bóklásztak házuk hatalmas könyvtárában és kertjében. Ez később ezerféleképpen visszaköszönt írásaiban. A nyári szünidők alatt az adrogué-i nyaralójukban szívták magukba a kertlabirintusuk örökös eukaliptuszillatát. A fiatal Georgie rajongott az állatkertért és órákat töltött az állatok megfigyelésével. A tigriseket különösen kedvelte: „Gyakran hosszan időztem a tigrisketrec előtt és figyeltem, ahogy fel-alá járkál. Tetszett természetes szépsége, a fekete és arany csíkok váltakozása. Most, hogy vak vagyok, már csak egy szín él emlékezetemben, méghozzá a tigris színe, a sárga.”

### Gyermekkor
A közös játékok és a pihentető nyaralások ellenére is egy kívülálló, rövidlátó és tudálékos gyereknek érezte magát. Arra vágyott, hogy aktív tagja legyen a helyi életnek. Sikerült összebarátkoznia egy helyi költővel, Evaristo Carriego-val, aki a szomszédja volt. Carriego sokat mesélt neki az argentin hagyományokról, a férfias magatartásról (macho/mácsó), és így hamarosan a kis álmodozó bálványává lett.
„Évekig abban a hitben éltem, hogy egy veszélyes külvárosban élek… Az igazság pedig az volt, hogy egy kertben és egy könyvtárban nőttem fel, angol nyelvű könyvek végtelen sora között.”
A családi tradíció szerint mindig is írónak készült, míg később kiderült, hogy nemcsak az írói vénát, hanem apja vakságát is örökölte. Hatévesen kezdett írni, és akkoriban Cervantes inspirálta leginkább. Kilencévesen lefordította spanyolra Oscar Wilde A boldog herceg című tündérmeséjét, ami meg is jelent az El Paísban. Mivel Jorge Borges névvel küldte be, mindenki azt hitte, apja írta.
A pampákon, anyja unokatestvéreinek birtokán (az Uruguay folyó mentén) töltött látogatásai után megpróbálkozott a gaucho költészettel, de hamarosan rájött, hogy versei nem sikerültek valami fényesen.

### Iskolák, Svájc
Apja anarchista nézetei ellenére 1908-ban beiratkozott az iskolába, ahol megtanulta, milyen is az argentin nacionalizmus. Itt sok támadás érte, de nem hátrált meg, ha verekedésre került sor. Ez később megváltozott. Egyre inkább belefáradt a harcba, majd megutálta az egész iskolát, pedig nagyon jó eredményeket ért el.
1914-ben drasztikus fordulatot vett élete. Romló látása miatt apja korán nyugdíjba vonult, és úgy döntött, útnak indulnak Európába. Néhány hetet Párizsban töltöttek, majd Genf felé vették az irányt. Itt a Borges-gyerekek iskolába jártak, apjuk pedig egy svájci szemspecialistát kezdett el látogatni. Amikor kitört az I. világháború, Genfben ragadtak. Később Fanny Haslam, a nagymama is csatlakozott hozzájuk. A gyerekek a College Calvin középiskolában latinul, németül és franciául tanultak. Meglepő módon Norah-nak jobban ment a francia nyelv, mint Jorge-nak. Itt jobb képességű diáktársaik voltak, mint Buenos Airesben, és még barátokra is szert tettek.

### Írói indulása, Spanyolország
Borges itt találkozott először a szimbolizmussal, néhány lengyel társa jóvoltából. Verlaine, Rimbaud és Mallarmé francia költők absztrakt műveinek köszönhetően új szemmel kezdte látni a világot. Ekkor kedvelte meg a filozófus Schopenhauert és Walt Whitmant, az amerikai költőt is.
1919-ben anyai nagyanyja meghalt és a család a svájci Luganóba költözött, majd később Spanyolországba: Barcelona, Mallorca és Sevilla után Madridba. Ekkoriban apjának segített megírni egy novellát az 1870-es polgárháborúról.
Miután végre Sevillában kinyomtatták egyik versét, néhány sikertelen próbálkozást tett, hogy bekerüljön különböző írói körökbe. 1920-ban mentorára talált az andalúz költő, Rafael Cansinos-Assens személyében, akinek hatására csatlakozott az “ultraistákhoz”. Ez az irodalmi kör egy idealista, szabad szellemű közösséget alkotott; tagjai imádták az amerikai jazzt, és inkább érezték magukat bármilyen más európainak, mint spanyolnak. Borges ekkor határozta el, hogy nem fog leragadni a hagyományoknál. Két kötetre való esszét és verseket írt, melyek a pacifizmust, az anarchiát, az Orosz Forradalmat és a szabadgondolkodást dicsőítették. Később csalódott alkotásában, és megsemmisítette mindkét kötetet, mielőtt 1921-ben elhagyta Spanyolországot.

### Buenos Airesban, 1920-as évek
A család 1921 márciusában tért vissza az időközben rengeteget változott és lehetőségekkel teli Buenos Airesbe. Hamarosan felfigyelt apja egyik barátja, Macedonio Fernández költészetére, melyre főleg három filozófus: a német Schopenhauer, az ír George Berkeley és a skót David Hume volt hatással. Fernández komplex és excentrikus filozófiája leginkább arra tanította meg, hogy mindent maximális szkepticizmussal olvasson. Cansinos-Assenshez hasonlóan Fernándeznek is volt egy szombat esti irodalmi köre. Borges sokat kezdett írni a helyi dolgokról, barátaival meg is alapították a Prisma című ultraista folyóiratot. 1923-ban megjelent egy verseskötete, melynek a Buenos Aires-i láz (Fervor de Buenos Aires) címet adta és Norah egyik fametszete került a borítójára.
1923-ban visszatértek Svájcba és apja ismét eljárt a kezelésekre. Ekkor Borges sajnálattal fedezte fel, hogy az ultraista mozgalomnak már nyoma sincs. Egy év múlva – ismét Buenos Airesban – már befutott költőként fogadták. Az 1924 utáni kilenc év termékeny és izgalmas volt számára. Több sikeres irodalmi folyóiratot alapított, bár váratlan fordulat állt be, amikor az egyik folyóirat szerkesztője viszályt kezdett szítani az arisztokrata és intellektuális jellegű “Florida” kör, és a közönségesebb, futballistákról elnevezett “Boedo” csoport között (Los Gauchos de Boedo).
Bár Borges elvileg a "Florida" csoporthoz tartozott, ezekben az években mégis inkább a veszélyt kutatta; járta a város kevésbé ismert negyedeit, beszélgetett a gengszterekkel, tanulta a tangót, és próbálta elsajátítani az olasz és portugál dialektust. A végeredmény számos vers és esszé. A Szemközt a Hold (Luna de Enfrente) 1925-ben, a San Martín füzet (Cuaderno San Martín) 1929-ben jelent meg. Ez utóbbi az írógépe márkája után kapta címét, és 3000 pesós második helyezéshez juttatta egy városi pályázaton. Ebből a pénzből többek között megvette a teljes Encyclopaedia Britannicát, mely sok-sok éven át hasznos segítséget jelentett munkájában.
1930-ban könyvet írt gyerekkori hőséről, a költő Evaristo Carriegóról, aki 1912-ben halt meg tuberkulózisban. A könyv sokkal inkább visszaemlékezés volt a régi városra, mint életrajz, és a siker elmaradt. Később, 1955-ben átdolgozta a könyvet.
Az 1920-as és 30-as években számos női barátra tett szert. Hárman közülük: Norah Lange, Victoria Ocampo és Elsa Asteta Millán.
Norah Lange a helyi avantgárd jeles személyisége volt, akinél a hétvégi összejöveteleket tartották. Borges rajongott érte.
Victoria Ocampo, szerkesztő, fordító, és a Dél (Sur) című befolyásos folyóirat alapítója, kiadta Borges munkáit; támogatása sokat segített az író népszerűsítésében.
A tizenhét éves Elsa Asteta Millánt 1928-ban ismerte meg. Egy rövid románc után Elsa váratlanul máshoz ment feleségül, de 40 év múlva újra egymásra találtak, miután férje 1964-ben meghalt.
Ezekben az időkben a költő riválisa, a jómódú és extrovertált argentin író Oliverio Girondo is lekötötte Borges figyelmét, aminek néhány szomorú év lett a következménye. Számtalan vers, levél és ajánlás jelezte az egyre pesszimistább Borgest.
Egy érdekes és vitás cselekedettel, a családi hagyományokkal szakító Borges támogatta a korábbi elnök, Hipólito Yrigoyen kampányát, akit a család régi ellenségéhez, Rosas diktátorhoz hasonlított. Ám miután Yrigoyen megnyerte a választásokat, gyengekezűnek bizonyult, és egy katonai junta megdöntötte a hatalmát.
Ekkor Borges, mint generációjának számos társa, teljesen megundorodott a politikától. Ez a politikai rövidlátás szinte tükrözte Borges akkori fizikai állapotát: megjelentek az első tünetek, amik addigra apjánál teljes vaksághoz vezettek. 1927-ben volt az első hályogműtétje, amit később még hét műtét követett. A műtétek nem jártak sikerrel, látása fokozatosan romlott.

### 1930-as évek
Az 1930-as évek új irányba vitték írásainak témáját és kifejezésmódját. 1932-ben jelent meg esszégyűjteménye a Megáfono folyóiratban Discusión címmel, mely a mozi világát elemzi. Első novelláját, a Streetcorner Man-t Francisco Bustos írói álnéven jelenteti meg a Crítica nevű helyi lapban.
1933 és 1934 között jelent meg ugyanott (A becstelenség egyetemes története) (Historia universal de la infamia) című novellasorozata, melyekben a valóság misztikával és szürreális fikcióval keveredett. Jóval később a latin-amerikai mágikus realizmus követői közül többen vallották, hogy a legerősebb inspiráló hatást Borges írásaiból kapták.
Karrierje 1935-ben vett teljes lendületet, amikor megírta a Közelítés Almotászimhoz-t (The Approach to al-Mu’tasim), amit a borgesi történetek prototípusának tartanak. 1936-ban ismét esszéket publikált Az örökkévalóság története címmel. Bár ezek után Borges már komoly sikereket könyvelhetett el, a család anyagilag elég rosszul állt, a gazdasági krízisnek, valamint annak köszönhetően, hogy beteg apja gondozásra szorult.
1937-ben a Városi Könyvtár Miguel Cané részlegében segédként kezdett el dolgozni, havi 70 dollárnak megfelelő fizetésért. Az elkövetkező kilenc évben egy szomorú, alantas szolgának tekintette magát. Kollégáit sokkal jobban érdekelte a lóverseny vagy a nők, mint az irodalom; még arra sem értek rá, hogy a saját munkatársuk könyveit katalogizálják. Borges általában hamar befejezte napi munkáját, azután elvonult az alagsorba klasszikusokat olvasni vagy modern fikciós műveket fordítani. Első volt azok között, akik megkezdték Woolf és Faulkner írásainak spanyolra való átültetését.
1938-ban két tragédia történt. Először szeretett apja távozott el, ő pedig karácsony éjjelén beverte fejét egy frissen festett ablakszárnyba. A seb elfertőződött, Borges komolyan megbetegedett: vérmérgezést kapott, hallucinációk gyötörték, egy hónapig élet és halál közt lebegett. Ezen élményét később felhasználta A Dél című írásában.
Betegsége nyomán attól tartott, hogy elvesztette alkotói képességeit, és ezt próbára téve egy új, egyedi dologba kezdett. Az eredmény: Pierre Ménard, a Don Quijote szerzője lett. Ezután jött a Tlön, Uqbar, Orbis Tertius. Mindkettő kedvező fogadtatásban részesült, ő pedig teljes hévvel kezdett dolgozni a könyvtár alagsorában; amíg munkatársai pletykálkodásra fecsérelték idejüket, ő lázasan alkotott odalent és elvetette a posztmodern irodalmi irányzat magvait.

### 1940-es évek
A Bábeli könyvtár (1944) munkájának allegóriája lett. 1941-ben jelent meg Az elágazó ösvények kertje (El jardín de senderos que se bifurcan). Barátjával, Adolfo Bioy Casares-szel egy közös fiktív név, Bustos Domecq alatt kezdtek detektívregényeket írni: Hat fejtörő Don Isidro Parodinak. Borges ekkoriban kicsit visszatért a politikához, cikkeket írt az El Hogar című lapba. Ezekben szót emelt az antiszemitizmus, a fasizmus és a diktatúra ellen. Ironikus módon ezekkel a cikkekkel sokkal nagyobb ismeretségre tett szert, mint korábbi utazásaival a fikció világába. Amikor Juan Perónt elnökké választották 1946-ban, Borgest "A piacok baromfi- és nyúlfelügyelőjének" akarta kinevezni. Borges visszautasította, majd megjegyezte: „A diktatúra támogatja a behódolást, támogatja az erőszakot, de még ezeknél is undorítóbb tény, hogy a diktatúra támogatja az ostobaságot. Ezek ellen harcolni az írók egyik feladata.” Miután elbocsátották a könyvtárból, angol nyelvi lektorként kezdett dolgozni, közben bebarangolta Argentínát és Uruguayt, ahol előadásokat tartott különböző témákról, mint William Blake, és a buddhizmus. Ezek jelentős bevétele származott, és hosszú idő elteltével újra boldog volt, leszámítva, hogy a Perón-rezsim megnehezítette családja és barátai életét. Anyját és húgát, Norah-t, 1948-ban letartóztatták egy tüntetésben való részvétel után. Bár Borgesre is rendőri cenzúra súlya nehezedett, 1949-ben megjelentette következő novelláskötetét, Az Alef-et (El Aleph).

### 1950-es évek, megvakulása
1950-ben Borgest megválasztották a SADE (Sociedad Argentína de Escritores), az Argentin Írók Szövetségének elnöki posztjára. A találkozók mindig azonos forgatókönyv szerint zajlottak: addig beszéltek komplex irodalomról és filozófiáról, amíg a jelenlévő rendőri szervek az unalomtól mély álomba nem szenderültek, és akkor áttértek a politikai témák napirendi pontjaira.
1952-ben jelent meg újra egy nagyobb esszéválogatása, Other Inquisitions címmel.
1955-ben Borges megkapta az állást, melyről mindig is álmodozott: a Nemzeti Könyvtár igazgatójává választották. Sajnos, addigra teljesen elvesztette látását. „Isten fejedelmi iróniájáról beszélek, aki 800 000 könyvet adott nekem, s hozzá homályt is.”
1956-ban megkapta a Nemzeti Irodalmi Díjat.

### 1960-as évek, Európában és Amerikában, házassága
1960-ban jelent meg Az alkotó című könyve, amit később átneveztek Dreamtigers-re („Álomtigrisek”).
1961-ben amerikai egyetemeken oktatott, majd 1963-ban újra visszatért Európába.
1967-ben a Harvardon tartott előadásokat. Ekkor ismerte meg Norman Thomas di Giovannit, aki később munkatársa és legfőbb fordítója lett. Ugyanebben az évben házasodott össze korábbi szerelmével, Elsa Asteta Millánnal. A házasság három évig tartott.

### 1970-es évek, második házassága
1970-ben egy hagyományos argentin történet került ki tollából, a Brodie jelentése (El informe de Brodie). Ekkor ismerte meg María Kodamát, japán származású argentin diákját. Kodama később titkárnője lett, majd Borges életének utolsó évében összeházasodtak.
1975-ben adta ki Homokkönyv (El libro de arena) című novelláskötetét, benne A Kongresszus című történettel. A novella egy titkos társaságról szól, tagjai egy hatalmas világlexikon létrehozásán fáradoznak. (Borges tehát a Wikipédia megsejtői közé tartozik.)

### 1980-as évek, halála
Az 1980-as években világkörüli útra keltek Kodamával, és közösen készítettek egy útiatlaszt felesége képeivel. A könyv 1984-ben jelent meg.
1986. június 14-én Genfben halt meg májrákban. Többszörös jelölése ellenére, politikai okok miatt soha nem kapta meg az irodalmi Nobel-díjat.

## Idézetek
"[John Wilkins] Felosztotta az univerzumot negyven kategóriára vagy nemre, melyek továbboszthatók fajokra, azok pedig fajtákra. Minden nemhez egy két betűből álló szótagot rendelt; minden fajhoz egy mássalhangzót; minden fajtához egy magánhangzót. Példának okáért a de jelentése: elem; deb: az első elem, azaz a tűz; deba: a tűz elemének egy része, azaz a láng. Letellier-nek (1850) ehhez hasonló nyelvén az a jelentése: állat; ab: emlős; abo: húsevő; aboj: macskaféle; aboje: macska; abi: növényevő; abiv: lóféle stb. […] Mauthner megjegyzi, hogy a gyerekek megtanulhatnák ezt a rendszert anélkül, hogy tudnák, hogy mesterséges nyelv; később az iskolában rájönnének, hogy egyetemes jelrendszer és titkos enciklopédia is. […] Kétségtelenül szellemes az az ötlet, hogy a szavak betűi jelölik az osztályokat, illetve alosztályokat. A lazac szó semmit sem árul el nekünk; wilkinsi megfelelője, a zana ellenben meghatároz egy pikkelyes, folyami, piros húsú halat." (J. L. Borges: A John Wilkins-féle analitikus nyelv)
"A papok elöljárója Tai An mágusra bízta a drágakő visszaszerzését. Úgy mondják, hogy emez megvárta a bolygók kedvező együttállását, végrehajtotta a szükséges műveleteket, és a földre tapasztotta a fülét. Tisztán hallotta a világ minden lakójának lépteit, és azonnal felismerte a tolvaj lábdobogását." (Borges és Adolfo Bioy Casares: Tai An hosszú kutatóútja)
Csak azt tudnám, hogy miért tékozoltam / fontos és kedves dolgaimat el mind, / hogy ma éppoly elérhetetlenek, mint / Ádám rózsái a Paradicsomban? // Ősi, elégikus kábulatot / érzek, ha az a ház eszembe jut,/ s fel nem fogom, az idő hova fut,/ én, aki idő, vér s halál vagyok.
Mivel tudlak megtartani?
Üres utcákat, reménytelen naplementéket, részeg külvárosok holdjait kínálom neked.
A magányos holdat hosszan bámuló ember keserűségét ajánlom fel neked.
Felajánlom őseimet, halottaimat, a szellemeket, akiket márványban tisztelnek az élők: apám apját, akit Buenos Aires határában öltek meg, tüdejében két golyó, szakállas hulla, tehénbőrbe temették katonái; anyám nagyapját, alig huszonnégy évesen, háromszáz ember élén Peruban – már szellemek nem létező lovakon.
Felajánlom neked könyveim szellemességét, ha van, életem férfiasságát és humorát.
Felajánlom hűségemet hisz hű nem voltam soha.
Felajánlom a magot amit sikerült magamból megmentenem valahogy, a szív lényegét mely szavakkal nem törődik, álmokkal nem üzletel, idő, öröm, balsors nem érintheti.
Felajánlom egy alkonyatkor megpillantott sárga rózsa emlékét, mikor te még meg sem születtél.
Magyarázatokat kínálok magadról, elméleteket magadról, hiteles és meglepő újságokat magadról.
Neked adhatom magányosságomat, sötétségemet, szívem éhét; bizonytalansággal, veszéllyel, bukással próbállak megvesztegetni.
Kit érdekel az áramló idő, ha sodrásában egyszer
felbukkant egy eksztatikus, teljes délután.

## Művei magyarul
- Körkörös romok. Fantasztikus novellák; vál. Boglár Lajos, ford. Benczik Vilmos et al., életrajz Székács Vera, utószó Székely András, jegyz. Benczik Vilmos; Kozmosz, Bp., 1972 (Kozmosz fantasztikus könyvek)
- A titokban végbement csoda. Novellák; vál., utószó Deák Tamás, ford. Benczik Vilmos et al.; Kriterion, Bukarest, 1978 (Horizont könyvek)
- Okok, jelek, dolgok; vál., ford., utószó Somlyó György; Európa, Bp., 1984 (Napjaink költészete)
- A titkos csoda. Elbeszélések; vál. Benyhe János, ford. Benczik Vilmos et al.; Európa, Bp., 1986
- Az idő újabb cáfolata. Válogatott esszék; vál., ford., utószó Scholz László, versford. Tótfalusi István; Gondolat, Bp., 1987
- Jorge Luis Borges–Margarita Guerrero: Képzelt lények könyve; ford. Scholz László; Helikon, Bp., 1988 (Curiositas)
- A másik, aki ugyanaz; vál., ford., utószó Somlyó György; Európa, Bp., 1990
- A halhatatlanság. Öt előadás; ford. Tóth Éva; Európa, Bp., 1992 (Mérleg)
- Az univerzum, amit mások könyvtárnak neveznek (irodalomkritikák) (Nagyvilág, 1997/3-6.)
- Jorge Luis Borges válogatott művei, 1-5.; vál., szerk. Scholz László; Európa, Bp., 1998-2000   
  - A halál és az iránytű. Elbeszélések; ford. Benczik Vilmos et al., 1998
  - Az örökkévalóság története. Esszék; ford. Boglár Lajos, Ertl István, Scholz László; 1999
  - A tükör és a maszk. Elbeszélések; ford. Benyhe János et al., 1999
  - Az ős kastély. Esszék; ford. Latorre Ágnes et al.; 1999
  - A homály dicsérete. Költemények; ford. Asztalos Lajos et al.; 2000
- Coleridge álma (esszé, Art Limes Almanachm 2000)
- A holdbéli nyúl. Válogatás Jorge Luis Borges társszerzővel írt műveiből [Margarita Guerrero, Adolfo Bioy Casares]; vál., szerk. Scholz László, ford. Bényei Tamás et al.; Európa, Bp., 2000
- A költői mesterség; ford., jegyz. Scholz László; Európa, Bp., 2002 (Mérleg) (1967-68-ban a Harvard Egyetemen angolul tartott, Charles Eliot Norton emlékére évente megrendezett előadássorozat 6 előadása)
- Bábeli könyvtár. Válogatott prózaművek; vál., szerk., jegyz. Scholz László, ford. Benczik Vilmos et al.; Európa, Bp., 2005 (Európa diákkönyvtár)
- Az első magyar költőhöz. Válogatott művek; vál., szerk. Scholz László; Európa, Bp., 2015
- Jól fésült mennydörgés. Összegyűjtött novellák; összeállította Scholz László; Jelenkor, Bp., 2018
- Jól fésült mennydörgés. Összegyűjtött novellák; összeáll., Önéletrajzi jegyzetek, elő- és utószóford. Scholz László, ford. Bencsik Vilmos et al.; Jelenkor, Bp., 2018

### Egyéb
- Áradat Parafrázis egy Borges-elbeszélésre (Márk evangéliuma). Kortárs folyóirat, 1999
- Fernando Sorrentino: Hét beszélgetés Jorge Luis Borgesszel; ford. Latorre Ágnes; Európa, Bp., 2000
- A halál és az iránytű. Koska Zoltán képregénye; Jorge Luis Borges novellája nyomán; Tálosi András, Hosszúvölgy, 2014